# بيتر تالبوت
بيتر تالبوت (بالإنجليزية: Peter Talbot)‏ هو سياسي كندي، ولد في 30 مارس 1854 في كندا، وتوفي في 6 ديسمبر 1919. حزبياً، نشط في الحزب الليبرالي الكندي. وقد انتخب عضو مجلس الشيوخ الكندي وانتخب عضو مجلس العموم الكندي.